# Raw Comedy
RAW comedy club är ett svenskt varumärke för ståuppkomik som omfattar bland annat en ståupp-klubb, bokningar av internationella komiker, en tv-serie och återkommande turnéer. RAW Comedy grundades år 2004 av Mårten Andersson.

## Historik
RAW comedy club grundades 2004 av Mårten Andersson som en stand up-klubb på krogen Wirströms i Gamla stan i Stockholm. På premiärkvällen medverkade Johan Glans, Magnus Betnér, Måns Möller, Thomas Järvheden och  Mårten Andersson. 
2008 gick Sony Music Entertainment Sweden AB in som delägare och affärsområdet ”RAW comedy” startades. Andersson fick titeln ”Head of comedy” för Sony Music i Sverige. Samma år producerade RAW comedy de två första säsongerna av TV-programmet ”RAW comedy club” för Kanal 5. 
RAW comedy producerade sina första stand up-special för SVT år 2009. Nästföljande år producerades flera turnéer med internationella komiker bland andra Dylan Moran och Eddie Izzard. Under våren 2009 skrev Andersson kontrakt med komikern Sean Banan och släppte kort därefter singeln ”Skaka rumpa".
Mårten Andersson avslutade samarbetet med Sony Music Entertainment Sweden AB 2011 och blev ensam ägare av verksamheten. Under året spelades den femte säsongen av TV-programmet ”RAW comedy club” in för Kanal 5 och RAW comedy club startade en stand up-klubb i Örebro.
Stand up-klubben bytte lokaler till Hilton Stockholm Slussen under 2012. Under våren åkte RAW ut på Sverigeturné med Mårten Andersson, Marika Carlsson, Kodjo Akolor, Messiah Hallberg, Måns Möller och Filip Schultz. På hösten genomfördes en turné med Kristoffer Appelquist, Marika Carlsson, Mårten Andersson, den amerikanska komikern Reginald D Hunter samt humorgruppen The Axis of Awesome.
Sjätte säsongen av RAW comedy club spelades in till Kanal 5 under september och oktober 2012. 

### Tv-programmet
Raw Comedy Club är en klubbshow som sedan 2008 har sänts på den svenska TV-kanalen Kanal 5.
Programmet som bygger på ståuppkomik blandar scenföreställningen med intervjuer bakom kulisserna. Bland andra har Johan Glans, Martin Soneby, Thomas Järvheden, Mårten Andersson och Magnus Betner medverkat. Även ett flertal internationella komiker har medverkat. Programmet koncentrerar sig på "rå komedi", där komikerna får prata om vad som helst.
Varje program inleds med en sekvens där en kortväxt man, spelad av Johan Neumann, skrattar tills han exploderar och i och med detta formar programmets logotyp.

## Kritik
I en debattartikel 2014 ifrågasatte Amanda Lindholm RAW Comedy's användning av så kallade "open spot", att erbjuda komiker att uppträda utan betalning, och huruvida detta i större utsträckning skulle gälla kvinnliga komiker. Kritiken bemöttes av Evelyn Mok som menade att det varit en rimlig strategi för att låta artister "visa upp sig (mig) och för att se om de har (jag hade) egenskaperna till att hantera klubbens förutsättningar".